# オレスク城
オレスク城（オレスクじょう、ウクライナ語: Олеський замок、ポーランド語: Zamek w Olesuku）は、現在のウクライナの都市であるゾロチフの境界内にある。城としての最初の歴史的記録は1390年の公文書であり、ローマ教皇のボニファティウス9世がハールィチにあるローマ・カトリック教会の司教にオレスクとトスタン要塞を授けたという記録がある。西ウクライナで最も大きな都市であるリヴィウから約75kmの場所にある。

## 場所

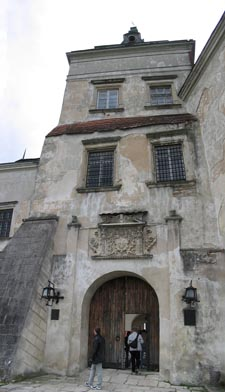
オレスク城の出入口

楕円形をしたオレスク城は高さが50mある小高い丘の頂上にある。城の周りを堀と壁が取り囲み、城の防衛としての役目を果たしている。この城はまた深い湿地にも取り囲まれている。城が存在する敷地の所有者は幾度も交代している。元々この城はヴォルィーニとリヴィウの境界にあった。
異なる時代のオレスク城の所有者はポーランド、リトアニア、およびハンガリーだった。前述の3か国の間にある可動の境界線が領土を突破した14世紀に国家の境界標識となった。城の所有権を巡る争いは継続された。城の基底部にある深い井戸は取り囲まれた拘留者のための逃げ道として使用された。

## 居住者
15世紀、城は防御拠点から貴族制のための単なる保養地へと変化した。
1605年、サス紋章を持つ裕福な地元の地主、およびポーランド・リトアニア共和国ルーシ県の公爵である貴族のヤン・ダニウォヴィッチに、その後はポーランド王国出身の貴族であるコニエッポルスキ家に城を買収された。ゾフークヴァにメインとなる邸宅を構えた新しい所有者は城を十分に扱わず、1682年のみポーランド・リトアニア共和国の大貴族であるスタニスワフ・コニェツポルスキから複合施設を買収したポーランド王のヤン3世の手により改装されたのである。18世紀初頭、オレスク城はリューブスキ家に買収され、オレスク城にあった骨董品の収集物はリューブスキ家が所有する別の城であるピドハルティ城に移されることになった。
この城はおそらく第二次ウィーン包囲における英雄であるヤン3世の生誕地として最も有名であろう。彼は城に住んでいた頃には現代美術館に展示する沢山の芸術作品を収集していた。前のポーランド王であるミハウ・コリブト・ヴィシニョヴィエツキもまたここで生を受けた。ウクライナの軍事的共同体の中で最も優れた指揮官であるフメリニツキー出身のボーダンもまた少年時代にこの場所で過ごしたといわれる。

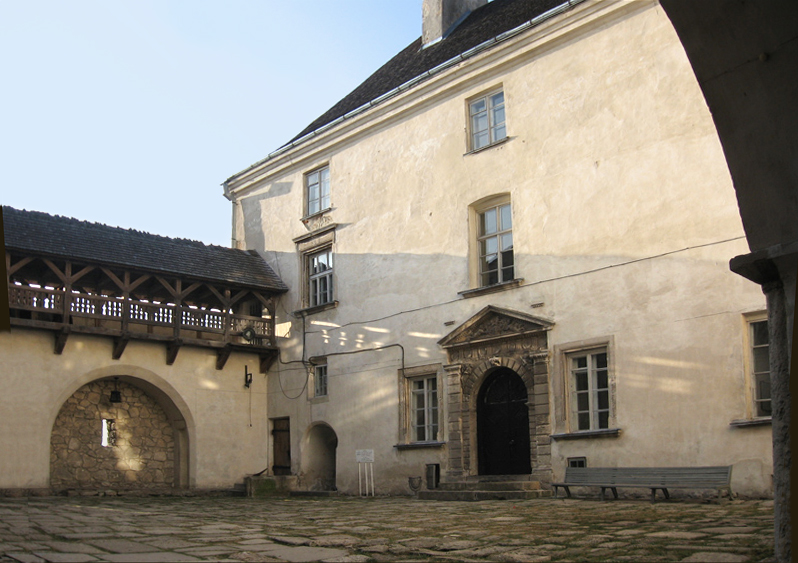
オレスク城の屋内にある中庭

## 復元
この城は16世紀後半から17世紀初頭にかけて修復され、城の異なる部屋を飾るために絵画とモザイク画が導入された。なお、城は当時流行していたイタリア・ルネサンス様式に改造された。
1838年、地震により城が揺れ、幾つかのエリアが部分的に破壊される。1882年に城を購入したオレスク城保全委員会（The Committee of Preservation of the Olesko Castle）にポーランドの国家的遺産として評価されたオレスク城は1892年に復元された。第一次世界大戦と第二次世界大戦はこれまでの修復を元通りにすることに否定的な影響を及ぼすことになった。1956年、城は稲妻に襲われた。
その後、城は1961年の開始から1985年に完了するまでに再度修復された。今日では、年代物の服飾品や16世紀から17世紀にかけての美術品を展示する美術館になっている。さらに彫刻作品、絵画、静物画、ゴブラン織、様々な時代の武器、およびその時代ごとの日常生活に使用されていた品物などが展示されているのも特徴づけられている。収集物は国境を越えたポーランドの美術品の中で最も上等な宝物のひとつとして評価されている。
なお、オレスク城は近接しているピドハルティ城、ゾロチフ城と並び称される「黄金の馬蹄」の一部となっている。

オレスク城所蔵の絵画
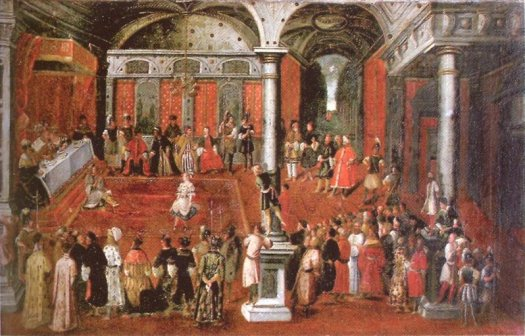
「サロメの舞」, シモン・ボクショヴィッチ
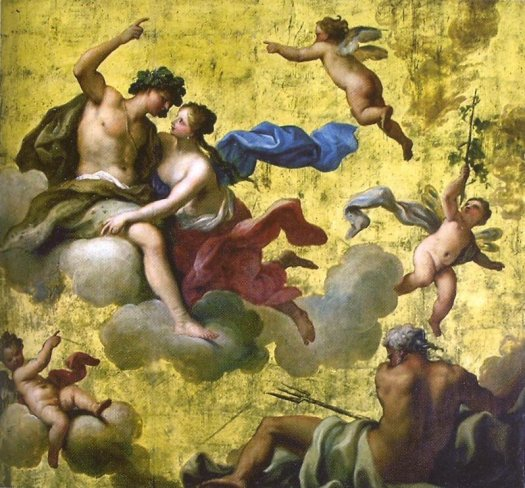
「バッカスとアリドネ」, イェジー・シェミギノフスキ＝エレウテル
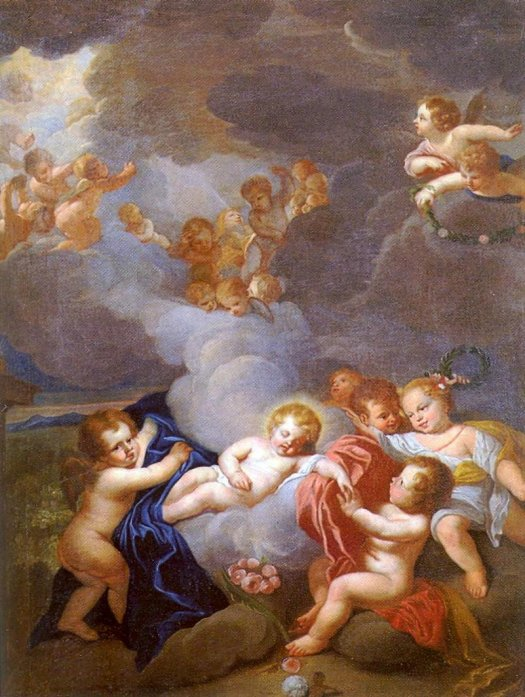
「天使たちに囲まれて眠る幼子イエス」, シモン・チェホヴィッチ（英語版）
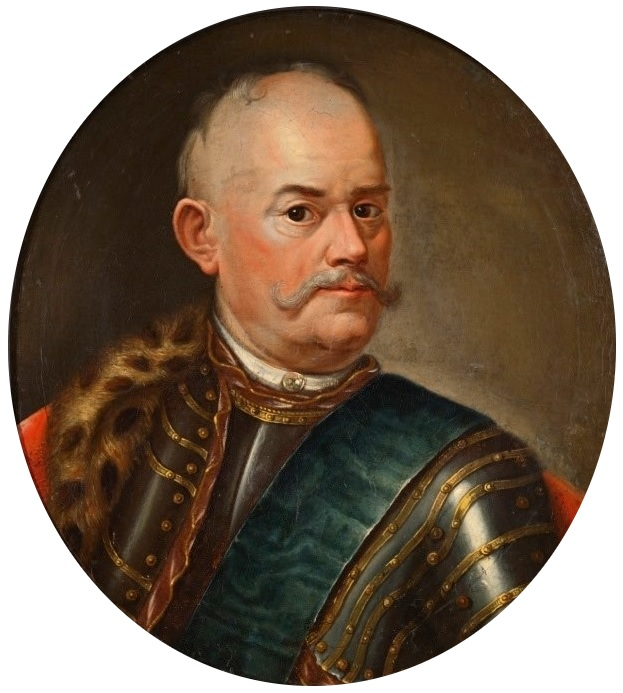
「ミハエル・ヨゼフ・ルジェフスキの肖像」, マルチェロ・バッカレリ
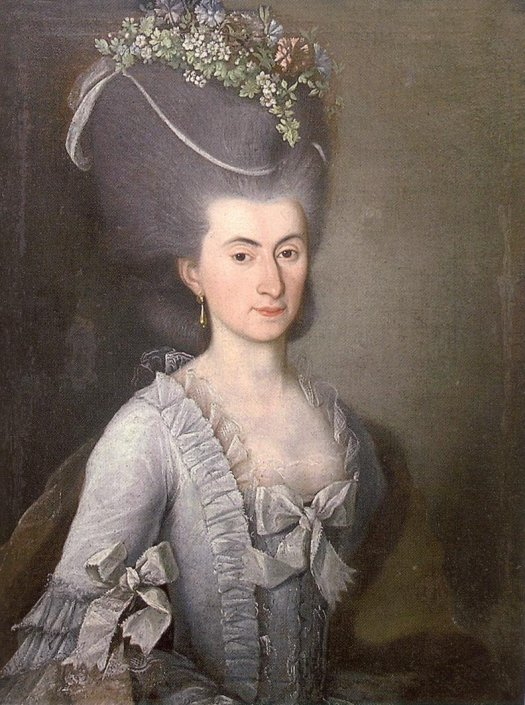
「ある婦人の肖像」, ヨゼフ・チョイニツキ